# Benito Juárez (partido)
Benito Juárez (Partido de Benito Juárez) is een partido in de Argentijnse provincie Buenos Aires. Het bestuurlijke gebied telt 19.443 inwoners. Tussen 1991 en 2001 daalde het inwoneraantal met 4,46%.

## Plaatsen in partido Benito Juárez
- Barker
- Benito Juárez
- Coronel Rodolfo Bunge
- El Luchador
- Estación López
- Estación Ricardo Gaviña
- Mariano Roldán
- Tedín Uriburu
- Villa Cacique